# 김귀현
김귀현 (1990년 1월 4일 ~ )은 대한민국의 축구 선수이다.

## 선수 생활
신안군 임자도 출신이었던 김귀현은 14세의 나이로 아르헨티나의 벨레스 사르스필드에 입단했다. 하지만 1군경기를 치루지 못하고 주로 B팀에서만 활동했다.
2013시즌을 앞두고 아르헨티나 생활을 끝내고 대한민국의 대구 FC에 입단했다. 하지만 2013년에는 주전 경쟁에서 실패했고, 대구에서의 데뷔전은 팀이 K리그 챌린지로 강등된 2014년이 되어서야 이루어졌다. 2014시즌, 김귀현은 18경기에 출전해 1골을 넣는 준수한 활약을 하였다. 2015시즌을 앞두고 K3리그의 경주 시민축구단으로 이적했다.
2015년 여름 이적시장을 통해 오만 리그의 알나스르에 입단하면서 한국인 최초로 오만 리그에서 뛰는 축구 선수가 되었다. 2016년 팀이 리그컵인 마즈다컵에서 우승하면서 첫 우승의 기쁨을 맛보았다.
2016년 여름 이적시장을 통해 이란 프로리그의 나프트 아바단으로 이적했다.
2017년에는 카타르의 알아흘리로 이적했다. 하지만 리그 개막전에서 장기 부상을 입는 불운을 겪었다.
2018년 겨울, 오만의 미르바트 클럽으로 이적하며 오만 리그로 돌아왔다.

## 참고 자료
- KBS 특집 임자도 축구 소년 - 아르헨티나를 달린다 (2006년 1월 5일)